# Ferrovia Sul Atlântico S/A

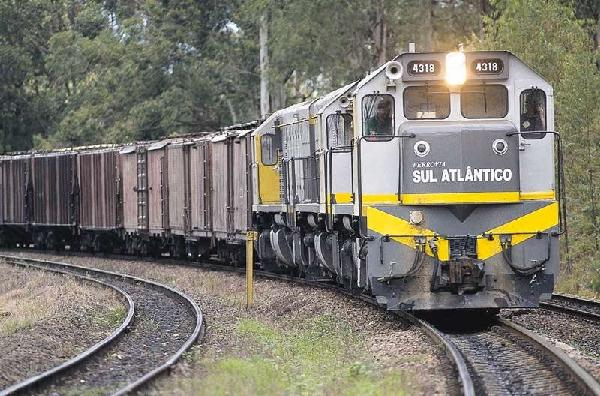
Composição da Ferrovia Sul Atlântico (FSA).

A Ferrovia Sul Atlântico S/A, foi uma empresa ferroviária brasileira, que arrematou a concessão da "Malha Sul" da Rede Ferroviária Federal, em processo de privatização,  no dia 13 de dezembro de 1996.

## História
A empresa iniciou suas atividades em 1 de março de 1997, operando a malha ferroviária dos estados do Paraná, Santa Catarina e Rio Grande do Sul. 
Em dezembro de 1998, por meio de um contrato operacional com a FERROBAN, passou a operar também a malha no trecho sul do estado de São Paulo.
Em agosto de 1999, a empresa adquiriu 7.000 km da malha ferroviária central e nordeste da Argentina, pertencentes as companhias MESO ou FMGU - Ferrocarriles Mesopotámico General Urquisa e BAP - Ferrocarriles Buenos Aires al Pacifico, dobrando a extensão de sua malha.
Após as aquisições na Argentina, a companhia foi renomeada, dando origem a América Latina Logística S/A - ALL. 

## Presidentes
- Alexandre Kiling (1997 a 1999)